# Teucholabis lineipleura
Teucholabis lineipleura är en tvåvingeart som beskrevs av Alexander 1949. Teucholabis lineipleura ingår i släktet Teucholabis och familjen småharkrankar.
Artens utbredningsområde är Peru. Inga underarter finns listade i Catalogue of Life.